# Тілугі строкатий
Тілу́гі строкатий (Drymophila squamata) — вид горобцеподібних птахів родини сорокушових (Thamnophilidae). Ендемік Бразилії.

## Підвиди
Виділяють два підвиди:
- D. s. squamata (Lichtenstein, MHK, 1823) — Східна Бразилія (схід Пернамбуку, Алагоаса і Баїї);
- D. s. stictocorypha (Boucard & Berlepsch, 1892) — Південно-Східна Бразилія (від східного Мінас-Жерайсу до Санта-Катарини).

## Поширення і екологія
Строкаті тілуго живуть в чагарниковому і бамбуковому підліску вологих атлантичних лісів та в сухих чагарникових заростях рестінґи. Зустрічаються на висоті до 900 м над рівнем моря.